# APML
Ne doit pas être confondu avec Appml.
APML (Attention Profiling Mark-up Language) est un format basé sur le XML visant à décrire les centres d'intérêt et de désintérêts d'une personne.

## Généralités
APML permet à ses utilisateurs de partager leur profil d'attention de manière similaire à ce que l'OPML permet de faire avec la lecture de flux RSS. L'idée derrière APML est de compresser toutes les données d'attention au sein d'un fichier unique qui regrouperait ainsi tous les centres d'intérêt de son utilisateur.

## Le groupe de travail sur l'APML
Le groupe de travail sur l'APML est chargé de définir et de finaliser les spécifications du standard APML. Il est composé d'expert de l'industrie et a été fondé par Chris Saad et Ashley Angell.
Ce groupe de travail autorise les contributions libres et évangélise de manière active le public sur les “droits de l'attention”. Ce groupe a adhéré aux règles de bonnes conduites de Media 2.0.

## Services
Liste des services ayant deja adopté le standard APML
- Particls prévient les utilisateurs sur les informations qui les intéressent. Des mots-clés sont notés au fil de la lecture des articles proposés. Le fichier standard APML peut être utilisé au démarrage du service pour se voir tout de suite proposer du contenu pertinent.
- Engagd est une solution web qui propose du contenu en fonction des centres d'intérêt de l'utilisateur.
- Cluztr est un réseau social bâti autour des clics de ses utilisateurs. Il permet de partager son expérience de navigation avec ses amis et sa famille. Cluztr fournit un fichier APML de "clicstream"
- Dandelife - Dandelife est un réseau social bâti autour des contenus produit par ses utilisateurs
- Bloglines est un lecteur de flux RSS. Bloglines a annoncé son soutien à l'APML [2].
- tastebroker.org
- Idiomag[3]

## Spécifications
- Les Spécifications sont disponibles sur apml.org "Uniquement en anglais pour l'instant"

## Exemple
Exemple pris sur le wiki du site de l'APML.
```
<?xml version="1.0"?>
<APML xmlns="{{Lien brisé|url=http://www.apml.org/apml-0.6}}" version="0.6" >
  <Head>
    <Title>Example APML file for apml.org</Title>
    <Generator>Written by Hand</Generator>
    <UserEmail>sample@apml.org</UserEmail>
    <DateCreated>2007-03-11T01:55:00Z</DateCreated>
  </Head>

  <Body defaultprofile="Work">
    <Profile name="Home">
      <ImplicitData>
        <Concepts>
          <Concept key="attention" value="0.99" from="GatheringTool.com" updated="2007-03-11T01:55:00Z" />
          <Concept key="content distribution" value="0.97" from="GatheringTool.com" updated="2007-03-11T01:55:00Z" />
          <Concept key="information" value="0.95" from="GatheringTool.com" updated="2007-03-11T01:55:00Z" />
          <Concept key="business" value="0.93" from="GatheringTool.com" updated="2007-03-11T01:55:00Z" />
          <Concept key="alerting" value="0.91" from="GatheringTool.com" updated="2007-03-11T01:55:00Z" />
          <Concept key="intelligent agents" value="0.89" from="GatheringTool.com" updated="2007-03-11T01:55:00Z" />
          <Concept key="development" value="0.87" from="GatheringTool.com" updated="2007-03-11T01:55:00Z" />
          <Concept key="service" value="0.85" from="GatheringTool.com" updated="2007-03-11T01:55:00Z" />
          <Concept key="user interface" value="0.83" from="GatheringTool.com" updated="2007-03-11T01:55:00Z" />
          <Concept key="experience design" value="0.81" from="GatheringTool.com" updated="2007-03-11T01:55:00Z" />
          <Concept key="site design" value="0.79" from="GatheringTool.com" updated="2007-03-11T01:55:00Z" />
          <Concept key="television" value="0.77" from="GatheringTool.com" updated="2007-03-11T01:55:00Z" />
          <Concept key="management" value="0.75" from="GatheringTool.com" updated="2007-03-11T01:55:00Z" />
          <Concept key="media" value="0.73" from="GatheringTool.com" updated="2007-03-11T01:55:00Z" />
        </Concepts>

        <Sources>
          <Source key="http://feeds.feedburner.com/apmlspec" name="APML.org" value="1.00" type="application/rss+xml" from="GatheringTool.com" updated="2007-03-11T01:55:00Z">
            <Author key="Sample" value="0.5" from="GatheringTool.com" updated="2007-03-11T01:55:00Z" />
          </Source>
        </Sources>
      </ImplicitData>

      <ExplicitData>
        <Concepts>
          <Concept key="direct attention" value="0.99" />
        </Concepts>
 
       <Sources>
          <Source key="http://feeds.feedburner.com/TechCrunch" name="Techcrunch" type="application/rss+xml" value="0.4">
            <Author key="ExplicitSample" value="0.5" />
          </Source>
        </Sources>
      </ExplicitData>
    </Profile>

    <Profile name="Work">

      <ImplicitData />

      <ExplicitData>
        <Concepts>
          <Concept key="Golf" value="0.2" />
        </Concepts>

        <Sources>
          <Source key="http://feeds.feedburner.com/TechCrunch" name="Techcrunch" type="application/atom+xml" value="0.4">
            <Author key="ProfessionalBlogger" value="0.5" />
          </Source>
        </Sources>
      </ExplicitData>
    </Profile>

    <Applications>
      <Application name="sample.com">
        <SampleAppEl />
      </Application>
    </Applications>

  </Body>
</APML>

```